# مارسيلو أريفالو
مارسيلو أريفالو (بالإسبانية: Marcelo Arévalo)‏ مواليد 17 أكتوبر 1990 في سان سلفادور، هو لاعب كرة مضرب بدأ مسيرته كمحترف سنة 2007 يلعب باليد اليمنى ويحتل حالياً المرتبة رقم. 383 (أبريل 20, 2015) في تصنيف رابطة محترفي كرة المضرب. أعلى تصنيف له في الفردي كان المركز الـ 280 في سنة 2015. أعلى تصنيف له في الزوجي كان المركز الـ 181 في سنة 2014.

## روابط خارجية
- مارسيلو أريفالو على موقع رابطة محترفي التنس (الإنجليزية)
- مارسيلو أريفالو على موقع الاتحاد الدولي لكرة المضرب (الإنجليزية)
- مارسيلو أريفالو على موقع كأس ديفيز (الإنجليزية)
- مارسيلو أريفالو على موقع خلاصة التنس.كوم (الإنجليزية)